# 가신신앙

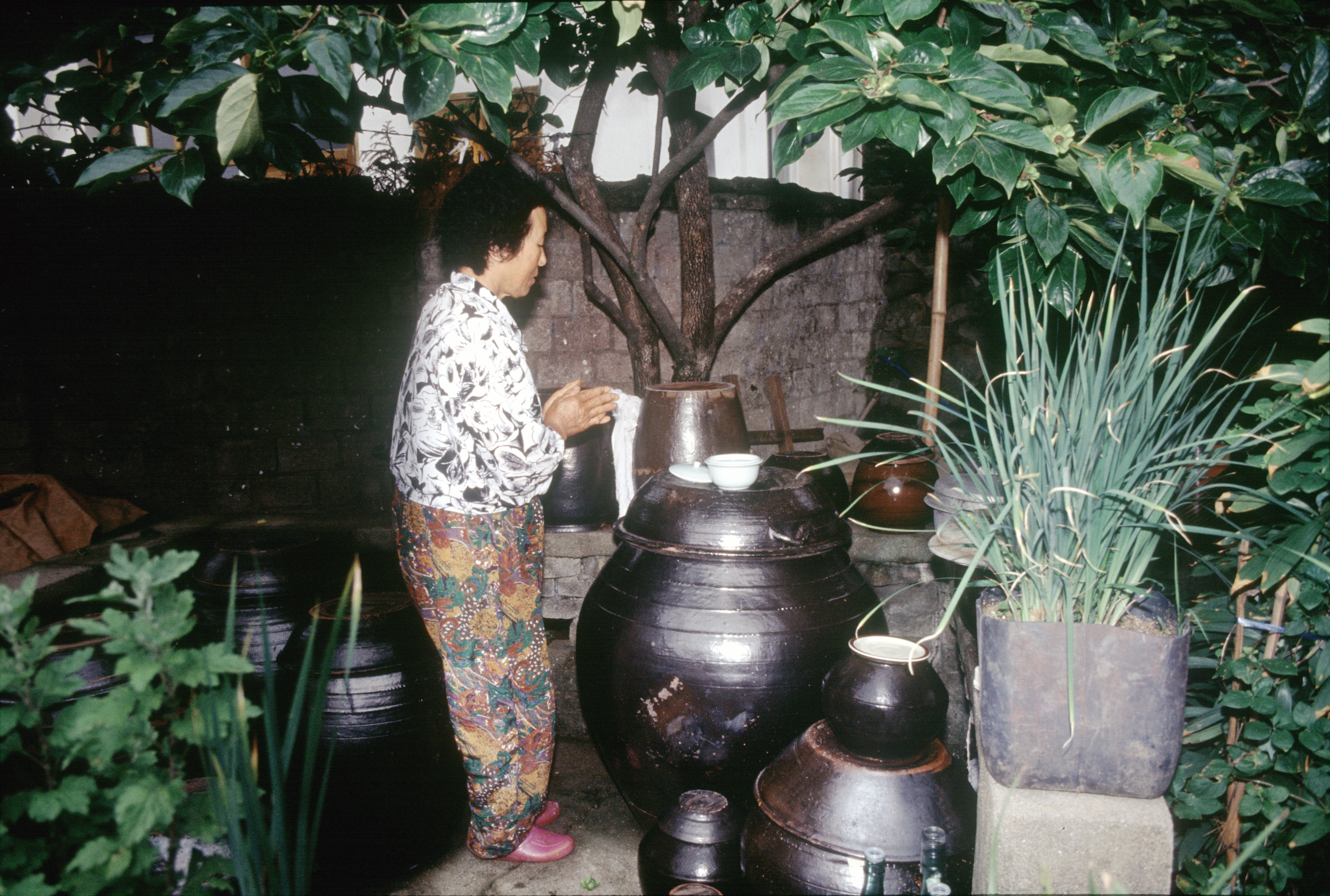
장독대 위 그릇에 물을 떠놓고 비손을 하는 여성

가신 신앙이란 가택 자체 또는 가택의 구조마다 신이 존재하여 그 공간에 사는 가족 구성원을 보살펴 준다고 믿는 신앙으로 한국 민간 신앙의 한 유형이다. 가신의 대상은 다양하며 집 안에 모실 수 있는 곳이라면 어느 곳이나 존재할 만큼 수가 많다.가신을 위로하고 집안의 안녕을 바라면서 안택(安宅)과 고사라는 의례를 행한다.

## 용어
가신을 섬기는 신앙을 가신신앙·가족신앙·가정신앙이라고 일컬으며, 가신의 명칭은 지역에 따라 차이가 있다. 김태곤과 현용준은 ‘가신신앙’, 장주근과 박계홍은 ‘가정신앙’이라고 하였으며, 이문웅과 김선풍은 ‘가족신앙’과 ‘가신신앙’을 병기한 것을 보면 해당 지역 조사자에 따라 가신신앙에 대한 용어를 달리 사용하는 것을 볼 수 있다. 현재는 ‘가신신앙’·‘가정신앙’이라는 용어를 많이 사용하고 있다.
한편, 집 안에 있는 신들을 표현할 때 김광언은 가신에 해당하는 우리말인 ‘집지킴이’라는 용어를 사용하였고, 일제강점기 때 우리 민속에 관한 글을 남긴 이능화는 가신을 ‘가택신(家宅神)’이라는 용어로 표현하였다.

## 역사
가신신앙은 다른 민속종교와 마찬가지로 자연발생적이기 때문에 언제 누구에 의해서 처음 시작되었는지 알 수 없고, 오랜 세월을 두고 전승되어 왔으므로 지방에 따라 차이가 있고, 시대에 따라 변화되어 왔다.

### 영향
- 택일(擇日)[내용주 1] : 집을 새로 지었거나 새로 마련한 집에 으뜸신으로 성주신을 모시는 것이다. 그런데 집을 새로 마련하였다고 하여 아무때나 성주를 모시지는 않는다. 대주의 나이가 27ㆍ37ㆍ47ㆍ57ㆍ67 등과 같이 7의 수가 드는 해 10월에 택일하여 한다. 경상도 지방에서는 대주의 나이가 23ㆍ27ㆍ33ㆍ37ㆍ43ㆍ47과 같이 3과 7의 수가 되는 해 10월에 택일해 성주받이를 하는 경우도 있으나 전국적으로 대주의 나이가 7의 수가 드는 그 해에 성주받이를 하는 것이 일반적이다.[6]

- 불교 : 우리나라에서 조상신을 가리키는 명칭도 열 가지가 넘는데, 그 중 일반적인 명칭으로는 ‘조상단지’·‘신주단지’·‘조상할매’·‘세존’·‘제석’ 등이 있다. 이들 용어를 통해 조상신은 풍요를 기원하는 성격과 불교와 유교적 성격이 잘 반영되어 있다.[7]

- 무속 : 호남지역의 신년맞이 의례인 '안택굿'이나 가족의 제복을 기원하는 '재수굿' 등은 가정신앙의 대상이 제의적 양식으로 형식화되고, 신격과 신체가 구체화되고, 청배와 축원의 무속적 체계로 연행되는 의식이다.[8]

## 성격

### 여성적인 원리[9]
한국의 부녀자들은 남성위주의 고달픈 생활속에서도 늘 가장과 아이들을 위한 절실한 염원과 정성으로 살아왔다. 그래서 본래 여성들, 특히 모성에게는 종교가 더욱 필요한 것인데 조선 유교정치는 여성교육을 등한시한 데다가 불교건 무속이건 여성의 활동을 금제하는 것만 일삼았다. 또한 유교제례에서도 여성은 제물준비와 손님 치르기에만 급급했고 제사에는 참가하지 못하는 것이 일반적이었다. 그런 까닭에 바깥 일은 남성이 주도했지만 집안의 일은 경제권을 포함해 전권을 주부에게 일임했다.
이같은 이념성, 형식성과 여성차별는 가신신앙을 서민 부녀층의 신앙으로 고착시켜 발전하였다. 그래서 가신신앙은 여성중심의 신앙이 되었으며 무격에 의한 제례는 대가가 비싸며 농어촌에서는 희소했기 때문에 가신신앙이 대부분 주부들의 전담행사가 되었다. 가신신앙의 제주는 거의 부녀자들이었으나 일정하게 제주가 특정된 것이 아니라 누구나 열성적 신앙에 따라 제주가 될 수 있었다.

### 다신다령교적[내용주 2]신관
민간 신앙의 신관(神觀)은 흔히 다신다령교적(多神多靈敎的)인 성격을 띠는데, 이것은 가신신앙과 무속신앙, 그리고 동제를 비롯한 마을신앙이 모두 기본성격으로 공유하는 점이다. 한 집안에는 성주, 조왕, 칠성 등 여러 가택신(家宅神 )들이 존재하며 각자의 영역에서 활동하면서 서로 돕기도 한다.

### 신체(神體)
신체(神體)는 신(神)을 상징하는 신성한 물건을 의미하는 것으로 민간 신앙이기 때문에 소박한 물품인 경우가 대다수였다. 성주단지, 조왕중발, 신줏단지 등이 그 예시이다. 신체(神體)가 잘못되면 가택신(家宅神)들이 분노하거나 힘을 잃는다고 생각하여 신체를 매우 소중히 대했고 이사, 죽음 등의 큰 행사가 아닌 경우에는 신체(神體)를 바꾸지 않았다.

### 건궁
‘건궁터주’·‘건궁조왕’이라고 해서 가신신앙에는‘건궁’이라는 단어가 나오는데 이는 신을 신체(神體)없이 관념적으로 모시는 것을 의미한다. 남양주의 한 사례 중에는 집에 불이 나서 성주의 신체가 없어지고 지금은 성주의 자리만 있는 '건궁 성주'이다.

## 종류와 기능
가신의 종류를 이능화(李能和)는 성주(城主)·터주·제석(帝釋)·업(業)·조왕·문신(門神) 등 6종을 들었고, 아키바(秋葉隆)는 성주·제석·대감(大監)·지신(地神)·터주·조왕·걸립(乞粒)·수문장·측신(厠神) 등 9종을, 그리고 임동권(任東權)은 성주·터주·제석·사창신(司倉神)·조왕·수문신·측신 등 8종을 든 바 있다.

### 성주신
건물 안에 사는 신 가운데 최고신으로 집안의 가장을 수호하는 역할을 맡고 있다. 보편적으로 ‘성주(城主)’, ‘성조(成造)’, ‘성주신’ 등으로 불린다.
백지를 꽃처럼 접어서, 그 안에 굿상에 올렸던 신장쌀을 세 수저 분량으로 넣어서 봉안하기도 한다. 또한 백지를 사각형으로 접어서 쌀을 넣기도 한다. 한편‘성주바탱이[성주단지]’로 모시기도 한다.

### 삼신
아기를 점지하는 일과 산모와 신생아를 맡아보며 수호한다는 (세) 신령이다. '삼신할머니', '산신', '지양할매', '지앙' 등으로 불리기도 한다.

### 터주신
집 터를 지키는 신으로 성주신을 도와 집안의 액운을 쫓아내고 집안을 편안하게 하는 신이다. '지신', '토주대주', '후토주임' 등으로 불리기도 한다.
터주신의 모습을 이능화는 “쌀과 벼를 볏짚 망태에 넣어 부엌 뒷벽에 마련해 놓고 비단을 사다가 토끝을 갈라 볏짚으로 신삭에 주렁주렁 달아매어 마치 국수집의 사지(絲紙)모양같이 만든다.”고 하였으나 일반적으로 터주대감이 좌정하는 곳은 집터의 뒷켠에 위치하고 있으며 짚으로 독을 둘러 가림의 형태로 만든 요즘의 것과는 차이가 난다.

### 조상신
집안의 어른이 죽어서 된 가택신(家宅神)으로 4대조 이상의 선영을 가리키는 말로도 쓰인다. '조상대감' 등으로 불리기도 한다.

### 조왕신

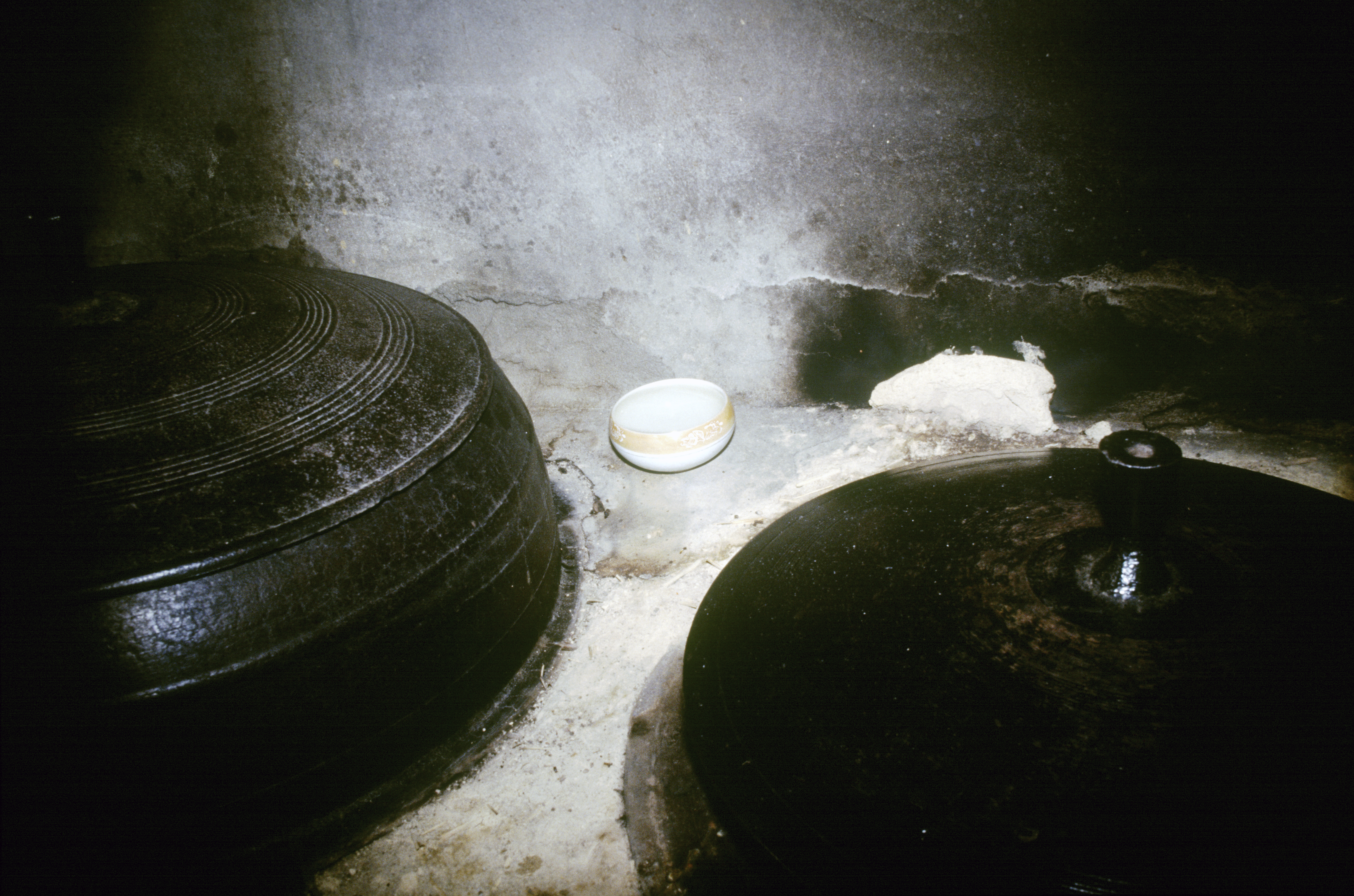
조왕신

부엌을 관장하는 신으로 화신(火神), 재물신(財物神)으로도 인식된다.
조왕신을 모시기 위해 부뚜막 중앙 정면 벽에 흙으로 조그만 단을 만들고 거기에 중발을 놓는데, 그 안에는 물이 들어있고 뚜껑이 있는 경우도 있다. 이것은 형태도 다양하고 명칭도 여러가지로 불리는데 「조왕물그릇」, 「조왕보세기」, 「조왕중발」 등이다.

### 측신
뒷간에 있다고 믿어지는 신으로 대체로 여성의 이미지로 인식된다. '변소귀신, 각시귀신, 정낭각시' 등으로 불리기도 한다.
다른 집지킴이와 달리 귀신이라고 부르는 것을 보면, 숭배하는 신적 존재라기보다는 잡신 또는 잡귀로 생각하는 정도다. 뒷간은 집 밖에 있는 공간으로, 집안의 안택이나 고사 때 떡과 술을 부어 놓는 정도이며 중국처럼 양잠과 관련된 뒷간신의 신앙의례는 보이지 않는다.

### 철륭신
검은 탈을 썼으며 장독간을 지키는 신으로 뒤꼍각시, 천룡신, 철륭지신 등으로 불리기도 한다.

### 업신
가정의 운세와 재물을 관장하는 신으로 가택신(家宅神) 중 유일하게 실물의 동물 형상을 하고 있다.  대표적으로 집 구렁이와 두꺼비가 업신의 현현이라 믿어졌으며 그 외에도 족제비나 소, 개도 업신이 될 수 있다. 더 나아가서는 사람도 인업이라 하여 ‘업동이’, ‘업며느리’라 불리기도 하면서 재물운을 가져다주는 존재로 여겨지기도 했다.

### 문신
대문을 지키는 신으로 대문을 통해 들어오는 액운과 잡귀를 물리치고 복을 가져다 준다. 수문신, 문간대신, 문왕신 등으로 불리기도 한다.
문신은 문에 그림을 붙임으로써 모셔지는데 옛날 신라인들은 처용의 그림을 벽사의 의미로 문에 붙여 문신을 모셨고 『면암집(勉庵集)』에는 제석날 대문 가운데 그림 대신에 ‘신도울루(神荼鬱壘)’의 4자(字)를 크게 써서 대문에 붙이기도 하였다고 적고 있다.궁중에서는 신도(神荼), 울루(鬱壘), 위지(尉遲)와 진숙보(秦叔寶) 그리고 갈(葛), 주(周) 장군을 문신(門神)으로 삼았으며, 세화(歲畵)로 수성선녀(壽星仙女), 직일장군(直日將軍), 종규(鐘馗), 귀두(鬼頭) 등을 대문에 붙였음을 적고 있다.

### 우마신
농촌사회에서 가장 중요한 수단이었던 소, 말 등 모든 가축의 안녕을 관장하는 신으로 마부신, 쇠구영신, 마대장군 등으로 불리기도 한다.

### 용왕
가족 구성원의 무병장수, 풍어, 풍년과 집안의 우물을 관장하는 신으로 우물신으로 불리기도 한다.

### 칠성신
북쪽 하늘의 북두칠성을 신격화한 것으로 일반적으로 입신양명, 무사태평, 수명장수를 빌었다.

## 의례

### 안택고사

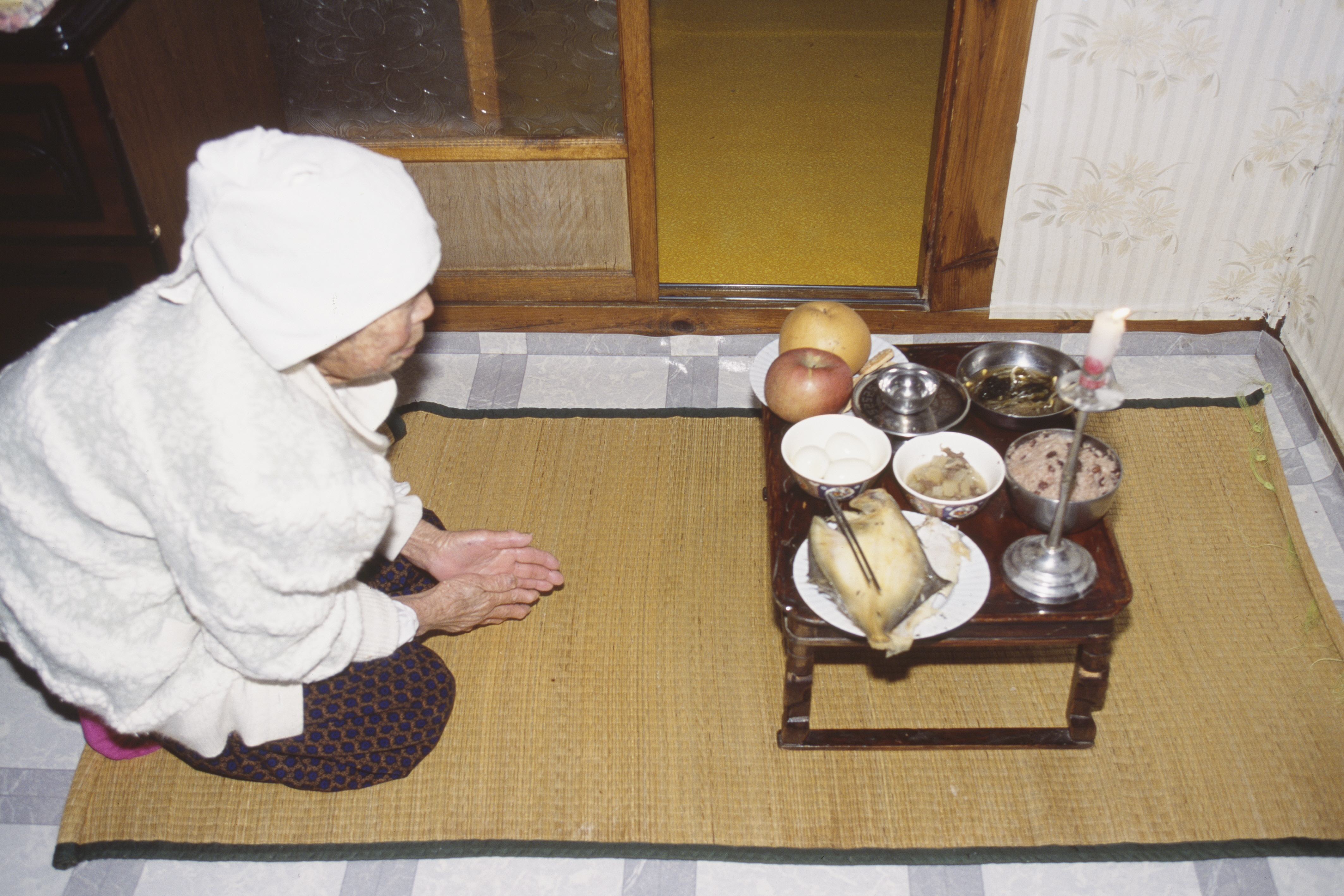
경북 울진에서 정월대보름을 맞아 성주신에게 차례를 올리는 여성

안택은 매년 또는 3년 들이로 음력 10월 또는 정월에 주부가 가정의 평안과 농사의 풍년에 대한 기원 및 감사 등의 목적으로 가신에게 기원하는 가정단위의 의례이다. 이러한 제의는 가족의 평안과 행운, 재복을 기원하는 명확한 의도를 가지고 진행되는데, 보통은 무당이나 당골네들이 중심이 되어 제를 올리나 부득이 무당이 없을 경우 주부가 대신 제주가 되어 식구들끼리 지내는 경우도 있다.
고사는 이 안택이 점점 변화하여 가정뿐만 아니라 사업을 하는 사람이나 기업을 운영하는 사람들도 제를 드리는 것을 말한다. 특히 어촌에서 배를 가지고 있는 선주는 배에서 고사를 지내는 경우가 있는데, 이 또한 배에서 이루어지는 인간사의 평안을 기원한다는 의미에서 안택고사의 하나라 볼 수 있다.

## 같이 보기
- 신과 함께
- Tutelary Deities of Korean Traditional Houses_사라지는 수호신, 집지킴이신

### 내용주
1. ↑  하늘이 국가와 사람의 안녕에 영향을 준다고 믿고 큰 일이나 여행을 갈 때 좋은 날을 고르는 일을 뜻한다. 날가림이라고도 부른다.
2. ↑  여러 신들을 믿고 섬기는 종교라는 의미의 '다신교'와 한 사람이 다수의 영혼을 갖는다고 하는 관념인 '다령관'을 합친 말
3. ↑  조상의 무덤을 의미한다.
4. ↑  조그마한 주발(밥그릇)을 의미한다.
5. ↑  누에를 사육해 고치를 생산하는 일을 의미한다.
6. ↑  음력 1월을 의미한다.